# 尼歐肖福爾斯鎮區 (堪薩斯州伍德森縣)
尼歐肖福爾斯鎮區（英語：Neosho Falls Township）是位於美國堪薩斯州伍德森縣的一個行政鎮區。

## 地方資料
尼歐肖福爾斯鎮區的面積為196.57平方千米，當中陸地面積為194.33平方千米，而水域面積為2.24平方千米。根據2010年美國人口普查的數據，當地共有人口457人，而人口密度為每平方千米2.32人。

## 外部連結
- US-Counties.com
- City-Data.com （页面存档备份，存于）